# Childress
Childress é uma cidade localizada no estado norte-americano do Texas, no Condado de Childress.

## Demografia
Segundo o censo norte-americano de 2000, a sua população era de 6778 habitantes.
Em 2006, foi estimada uma população de 6649, um decréscimo de 129 (-1.9%).

## Geografia
De acordo com o United States Census Bureau tem uma área de
21,5 km², dos quais 21,4 km² cobertos por terra e 0,1 km² cobertos por água. Childress localiza-se a aproximadamente 570 m acima do nível do mar.

## Localidades na vizinhança
O diagrama seguinte representa as localidades num raio de 48 km ao redor de Childress.